# Finkenstein am Faaker See
Finkenstein am Faaker See (slovenska: Bekštanj) är en köpingskommun i förbundslandet Kärnten i Österrike. Kommunen har 9 402 invånare (2024). Kommunen gränsar i söder till Slovenien. I kommunen ligger den södra delen av sjön Faaker See.
Kommunen består av 28 orter (Ortschaften) (inom parentes invånarantal 1 januari 2024):

- Altfinkenstein (65)
- Faak am See (1 105)
- Finkenstein (1 449)
- Fürnitz (1 534)
- Goritschach (179)
- Gödersdorf (396)
- Höfling (44)
- Kopein (12)
- Korpitsch (293)
- Latschach (537)
- Ledenitzen (1 243)
- Mallenitzen (257)
- Müllnern (226)
- Neumüllnern (107)
- Oberaichwald (282)
- Oberferlach (94)
- Outschena (25)
- Petschnitzen (81)
- Pogöriach (184)
- Ratnitz (87)
- St. Job (176)
- Sigmontitsch (78)
- Stobitzen (199)
- Susalitsch (98)
- Techanting (370)
- Unteraichwald (153)
- Unterferlach (71)
- Untergreuth (57)